# Мали соко
Мали соко (лат. Falco columbarius) птица је грабљивица која живи у Северној Америци, Европи и Азији и припада породици соколовки. Како јој и само име каже, ово је најмања врста у породици.

## Опис
Мали соко је птица грабљивица велика од 24 до 33 центиметара с распоном крила од 50 до 73 центиметара. Мужјак је тежак око 165 грама, а женка око 230 грама. Мужјак има плаво-сива крила и леђа и трбух црвенкасто-наранчасте боје. Женка има тамносмеђа леђа и крила и светлији трбух. Има дуго тело с главом на којој се налазе очи којима одлично види, оштар кљун, а одрасле птице имају и тамну пругу око очију. Има кратке ноге с канџама и дуги реп.

## Исхрана
Храни се мањим сисарима, рептилима, малим птицама (које теже 10—40 грама), инсектима и слично.

## Размножавање
Парење почиње у мају или јулу када женка у гнездо снесе три до пет јаја велика 40 × 31, 5 милиметара. Женка лежи на њима 28—32 дана. Излегу се птићи који су велики неколико центиметара, а кад су стари недељу дана, имају 13 грама и велики су око 10 центиметара и покривени тамним перјем.

## Распрострањеност
Живи у Северној Америци, Европи и Азији, на великим планинама и другим подручјима.